# Halobacteriën
De halobacteriën zijn eencellige micro-organismen die, behoren tot het rijk van de Archaea. Ze zijn halofiel: ze leven in milieus die verzadigd zijn aan zout: natuurlijke zoutmeren en kunstmatige zoutwinningspannen.
Het zijn gram-negatieven en ze vormen geen sporen.
Hun cytoplasma bevat een oranjerode carotenoïde kleurstof, bacteriorodopsine of bacterioruberine (C50-carotenoïde), waardoor sommige zoutmeren rozerood kleuren (het absorptiemaximum ligt bij 570 nm). De kleurstof dient om uit zonlicht ATP te maken via een protonpomp.
Deze kleurstof (ook bekend als halorhodopsine) is verwant met het rodopsine dat bij dieren als lichtreceptor in het netvlies dient.
Volgens de endosymbiontentheorie zou een halobacterie-genoom opgenomen zijn door een eukaryoot waaruit de hogere organismen ontstaan zijn.

## Taxonomie
- Orde Halobacteriales Grant & Larsen, 1989
  -  Familie Halobacteriaceae Gibbons 1974
    - Geslacht Haladaptatus Savage et al. 2007 emend. Roh et al. 2010
    - Geslacht Halalkalicoccus Xue et al. 2005
    - Geslacht Halarchaeum Minegishi et al. 2010
    - Geslacht Haloalcalophilium Lizama et al. 2000
    - Geslacht Haloarcula Torreblanca et al. 1986 emend. Oren et al. 2009
    - Geslacht Halobacterium Elazari-Volcani 1957 emend. Oren et al. 2009
    - Geslacht Halobaculum Oren et al. 1995
    - Geslacht Halobellus Cui et al. 2011
    - Geslacht Halobiforma Hezayen et al. 2002 emend. Oren et al. 2009
    - Geslacht Halococcus Schoop 1935 emend. Oren et al. 2009
    - Geslacht Haloferax Torreblanca et al. 1986 emend. Oren et al. 2009
    - Geslacht Halogeometricum Montalvo-Rodríguez et al. 1998 emend. Cui et al. 2010
    - Geslacht Halogranum Cui et al. 2010 emend. Cui et al. 2011
    - Geslacht Halolamina Cui et al. 2011
    - Geslacht Halomarina Inoue et al. 2011
    - Geslacht Halomicrobium Oren et al. 2002
    - Geslacht Halonotius Burns et al. 2010
    - Geslacht Halopelagius Cui et al. 2010
    - Geslacht Halopiger Gutiérrez et al. 2007
    - Geslacht Haloplanus Bardavid et al. 2007 emend. Cui et al. 2010
    - Geslacht Haloquadratum Burns et al. 2007
    - Geslacht Halorhabdus Wainø et al. 2000 emend. Antunes et al. 2008
    - Geslacht Halorientalis Cui et al. 2011
    - Geslacht Halorubrum McGenity and Grant 1996 emend. Oren et al. 2009
    - Geslacht Halorussus Cui et al. 2010
    - Geslacht Halosarcina Savage et al. 2008 emend. Cui et al. 2010
    - Geslacht Halosimplex Vreeland et al. 2003
    - Geslacht Halostagnicola Castillo et al. 2006
    - Geslacht Haloterrigena Ventosa et al. 1999 emend. Oren et al. 2009
    - Geslacht Halovivax Castillo et al. 2006
    - Geslacht Natrialba Kamekura and Dyall-Smith 1996 emend. Oren et al. 2009
    - Geslacht Natrinema McGenity et al. 1998 emend. Xin et al. 2000
    - Geslacht Natronoarchaeum Shimane et al. 2010
    - Geslacht Natronobacterium Tindall et al. 1984
    - Geslacht Natronococcus Tindall et al. 1984
    - Geslacht Natronolimnobius Itoh et al. 2005
      - N. baerhuensis Itoh et al. 2005
      -  N. innermongolicus 

    - Geslacht Natronomonas Kamekura et al. 1997 emend. Burns et al. 2010
      - N. moolapensis Burns et al. 2010
      -  N. pharaonis (Soliman and Trüper 1983) Kamekura et al. 1997 (typesoort)

    - Geslacht Natronorubrum Xu et al. 1999 emend. Oren et al. 2009
      - N. aibiense Cui et al. 2006
      - N. bangense 
      - N. sediminis Gutierrez et al. 2011
      - N. sulfidifaciens 
      -  N. tibetense 

    -  Geslacht Salarchaeum Shimane et al. 2011
      -  S. japonicum Shimane et al. 2011